# P-група
У математиці p-групою, де p  — просте число, називається група в якій порядок кожного елемента є степенем числа p, тобто для кожного елемента g існує натуральне число n, що gpn=1 і для всіх додатних m < pn елемент gm не дорівнює нейтральному. Якщо група скінченна, то її порядок тоді теж рівний деякому степеню числа p (оскільки згідно теорем Силова кожна p-підгрупа, зокрема і сама група має міститися в деякій підгрупі Силова і тому група сама є своєю підгрупою Силова, тобто її порядок є степенем числа p). В основному інтерес становлять саме скінченні p-групи.

## Центр p-групи
Однією з найважливіших властивостей скінченних p-груп є така теорема:
- Центр нетривіальної скінченної p-групи є нетривіальною групою.

### Доведення
Візьмемо деяку p-групу G ({\displaystyle |G|=p^{k}}) і задамо дію групи G на множині G:
{\displaystyle ~\phi \colon G\times G\to G;\phi (g,x)=gxg^{-1}}
Спершу доведемо, що орбіта довільного елемента складається лише з того елемента тоді і лише тоді коли цей елемент належить до центру групи:
{\displaystyle \forall _{x\in G}|G(x)|=1\iff x\in Z(G)}
Візьмемо довільний {\displaystyle g\in G}. Тоді:
{\displaystyle gxg^{-1}=x=gg^{-1}x\iff gxg^{-1}=gg^{-1}x\iff x\in Z(G)}
Далі доведемо, що, якщо деяка орбіта має більш ніж один елемент, то її порядок ділиться на p:
{\displaystyle \forall _{x\in G}|G(x)|>1\Rightarrow p||G(x)|}
Припустимо, що для {\displaystyle x\in G} маємо {\displaystyle |G(x)|>1}. Оскільки стабілізатор {\displaystyle G_{x}} є підгрупою G, то, згідно з теоремою Лагранжа, кількість його елементів ділить кількість елементів G, отже {\displaystyle |G_{x}|=p^{l},l>0}. Далі:
{\displaystyle |G(x)|=|G:G_{x}|={\frac {|G|}{|G_{x}|}}={\frac {p^{k}}{p^{l}}}=p^{k-l}}
G є об'єднанням орбіт:
{\displaystyle G=\bigcup G(x)=\bigcup _{|G(x)|=1}G(x)\cup \bigcup _{|G(x)|>1}G(x)}
Звідси отримуємо:
{\displaystyle p^{k}=|G|=\sum \limits _{|G(x)|=1}|G(x)|+\sum \limits _{|G(x)|>1}G(x)=|Z(G)|+\sum _{i=1}{s}p^{a_{i}}}
де s  — кількість орбіт, що містять більше одного елемента, а всі ai більші від нуля. З останньої формули одержуємо, що |Z(G)| ділиться на p.

## Властивості
- Якщо {\displaystyle H} нормальна в {\displaystyle P}, то {\displaystyle |H\cap Z(P)|>1}.

Ця властивість одержується з теореми про центр, якщо врахувати, що будь-яка підгрупа p-групи сама є p-групою і що нормальна підгрупа інваріантна до спряжень. Тому в попередньому доведенні можна взяти H замість P і {\displaystyle H\cap Z(P)} замість Z(P).
- Усі p-групи є нільпотентними.

## Скінченні p-групи невеликих порядків

### Число різнихp{\displaystyle p}-групп порядкуpn{\displaystyle p^{n}}
- Число неізоморфних груп порядку {\displaystyle p} рівне 1: група {\displaystyle C_{p}}.
- Число неізоморфних груп порядку {\displaystyle p^{2}} рівне 2: групи {\displaystyle C_{p^{2}}} і {\displaystyle C_{p}\times C_{p}}.
- Число неізоморфних груп порядку {\displaystyle p^{3}} рівне 5, з них три абелеві: {\displaystyle C_{p^{3}}}, {\displaystyle C_{p^{2}}\times C_{p}}, {\displaystyle C_{p}\times C_{p}\times C_{p}} і дві неабелеві: при {\displaystyle p>2} — {\displaystyle E_{p^{3}}^{+}} і {\displaystyle E_{p^{3}}^{-}}; при p = 2 — {\displaystyle D_{8}}, {\displaystyle Q_{8}}.
- Число неізоморфних груп порядку {\displaystyle p^{4}} рівне 15 при {\displaystyle p>2}, число груп порядку {\displaystyle 2^{4}} рівне 14.
- Число неізоморфних груп порядку {\displaystyle p^{5}} рівне {\displaystyle 2p+61+2GCD(p-1,3)+GCD(p-1,4)} при {\displaystyle p\geq 5}. Число груп порядку {\displaystyle 2^{5}} рівне 51, число груп порядку {\displaystyle 3^{5}} рівне 67.
- Число неізоморфних груп порядку {\displaystyle p^{6}} рівне {\displaystyle 3p^{2}+39p+344+24GCD(p-1,3)+11GCD(p-1,4)+2GCD(p-1,5)} при {\displaystyle p\geq 5}. Число груп порядку {\displaystyle 2^{6}} рівне 267, число груп порядку {\displaystyle 3^{6}} рівне 504.
- Число неізоморфних груп порядку {\displaystyle p^{7}} рівне {\displaystyle 3p^{5}+12p^{4}+44p^{3}+170p^{2}+707p+2455+(4p^{2}+44p+291)GCD(p-1,3)+(p^{2}+19p+135)GCD(p-1,4)+(3p+31)GCD(p-1,5)+4GCD(p-1,7)+5GCD(p-1,8)+GCD(p-1,9)} при {\displaystyle p>5}. Число груп порядку {\displaystyle 2^{7}} рівне 2328, число груп порядк {\displaystyle 3^{7}} рівне 9310, число груп порядку {\displaystyle 5^{7}} рівне 34297.

### p-групи порядку pn, асимптотика
При {\displaystyle n\rightarrow \infty } число неізоморфних груп порядку {\displaystyle p^{n}} асимптотично рівне {\displaystyle p^{(2/27+O(n^{-1/3}))n^{3}}}.